# Charlotte von Hezel
Charlotte Henriette Hezel, auch Charlotte von Hezel (geborene Schwabe; * 8. Januar 1755 in Ilmenau; † 3. April 1817 in Dorpat) war eine deutsche Schriftstellerin, Redakteurin und Journalistin. Sie war die erste Frau, die unter eigenem Namen eine Zeitschrift herausgab. Mit ihrem Wochenblatt für's Schöne Geschlecht wollte sie zur Frauenbildung beitragen und anderen Autoren eine Möglichkeit zur Veröffentlichung bieten.

## Leben und Werk
Charlotte von Hezel war die einzige Tochter von vier Kindern des Pfarrers und Superintendenten Johann Wilhelm Schwabe und dessen Frau Dorothea Crusius, einer „talentierten Gelegenheitsdichterin“. Sie erhielt in ihrem Elternhaus „bei ihrer Neigung zur wissenschaftlichen Lecture“ eine literarische und musische Ausbildung. Ihre drei Brüder genossen universitäre Bildung und wurden als Minister, Jurist und Arzt tätig. Charlotte von Hezel wurde hauptsächlich von ihrem Bruder, dem Juristen, Historiker und Altphilologen Heinrich Elias Gottlob Schwabe (1750–1831) unterrichtet.
Am 14. Juni 1778 heiratete Charlotte den Hofrat und Theologen Johann Wilhelm Friedrich von Hezel, mit dem sie zunächst in der Nähe von Ilmenau lebte, wo der mittlerweile zum kaiserlichen Pfalzgraf ernannte Hezel unter der Mitarbeit seiner Frau sieben Bände seines Bibelwerkes beendete. Aus ihrer Ehe gingen zwei Söhne und zwei Töchter hervor. Sohn Johann Karl Wilhelm Friedrich von Hezel (1786–1831) absolvierte ein Philosophiestudium und war als Advokat tätig; die Namen und Lebensläufe der anderen Kinder sind nicht überliefert.
1779 begann Charlotte von Hezel mit der Herausgabe ihres Wochenblatts für’s Schöne Geschlecht, das in Ilmenau erschien. Damit war sie die erste Frau, die eine Zeitschrift herausgab – vier Jahre vor Sophie von La Roche mit ihrer Pomona für Teutschlands Töchter. Hezel behandelte in der Zeitschrift nicht nur Themen wie Mode und Hauswirtschaft, sondern wollte zur Frauenbildung beitragen und veröffentlichte Texte über Kunstgeschichte und Literatur, über Medizin und andere naturwissenschaftliche Beiträge.
Mit der Herausgabe dieses Wochenblatts machte sich Charlotte von Hezel in der literarischen Öffentlichkeit einen Namen und galt fortan als literarisch und politisch ambitionierte Schriftstellerin und Redakteurin.
1786 folgte ihr Mann einem Ruf als „Professor für Exegese und orientalische Literatur“ nach Gießen, wo die Familie Hezel bis 1801 lebte. In dieser Zeit gründete Henriette Hezel mit anderen Ehefrauen von Gießener Universitätsprofessoren eine Frauenlesegesellschaft und pflegte ihre Freundschaft zu Christoph Gottlieb von Murr. 1801 verzog die Familie von Gießen nach Dorpat, nachdem Wilhelm Friedrich Hezel einen Ruf dorthin angenommen hatte.

## Wochenblatt für’s Schöne Geschlecht
Schon zu Beginn des 18. Jahrhunderts wurden Frauenzeitschriften schrittweise populär (Die weltweit erste Frauenzeitschrift „The Ladies’ Mercury“ erschien 1693). Anfänglich wurden die Schriften von Männern herausgegeben, bis 1779 die Hamburgerin Ernestine Hofmann – anonym und ohne Preisgabe ihrer weiblichen Identität – als erste Frau das Blatt Für Hamburgs Töchter herausgab, sich aber „hinter der fiktiven Autorität eines weisen alten … Ratgebers und Frauenfreunds“ versteckte. Ihr folgte Charlotte von Hezel im selben Jahr, ebenfalls noch anonym, „gab indes ihr Geschlecht preis und streute so deutliche Hinweise“, dass ihre Identität von Interessierten unschwer ermittelt werden konnte.
Die Zeitschrift erschien zweimal wöchentlich, mittwochs und samstags, in einem Umfang von jeweils acht Seiten. Die Ausgaben widmeten sich überwiegend Kunst- und Künstlergeschichten, „Frauenzimmer-Diätetik“ und der Anzeige neuer Schriften. Hezel suchte Frauen mit dem Inhalt des Wochenblatts Kenntnisse zu vermitteln, die über den Bereich des Familienlebens und auf den weitgehend auf Haus und Familie beschränkten Wirkungsgrad der zeitgenössischen Frauen hinausreichten.
Meist zierte das Titelblatt eine Glosse oder ein Gedicht. In der ersten Ausgabe veröffentlichte Hezel eines ihrer Gedichte:
Für einen Mann zu kochen und zu spinnen –
Unwürdiger Beruf
Wenns der nur ist, wozu mit diesen Sinnen –
Und diesem Geist mich die Natur erschuf.
Hat sie nur die wundervollen Zonen
Für Männer ausgespannt?
Und darf ich, gleich dem Stier, sie nur bewohnen
Der, wenn er stirbt, sein Futter nur gekannt?
Soll ich nicht auch in jenem Leben leben?
Wer wird ein Wunder thun
Und meinem Geist dort Sappho´s Denkkraft geben,
Ließ ich ihn hier bei Topf und Spindel ruhen?

Unter der Rubrik der neuen Schriften stellte Hezel neu verlegte Bücher, aber auch Schauspieltexte vor oder befasste sich mit Biografien bekannter Künstler, wobei sie einen Schwerpunkt auf Schriftstellerinnen legte.
Erstmals in einer Wochenschrift findet sich eine Artikelserie, die die „Frauenzimmer-Diätetik“ aus populärmedizinischer Sicht behandelt. Diese wurden nach Angabe der Herausgeberin von einem Arzt verfasst; den Namen des Verfassers nennt sie jedoch nicht. Möglicherweise handelte es sich um Hezels Bruder Ernst Schwabe, der Medizinal-Professor in Gießen war.
Eine andere Rubrik enthielt populärwissenschaftliche Abhandlungen, beispielsweise „Über das Alter des Siegellacks oder spanischen Wachse“ oder „Geschichte der Kupferstecher-Kunst“, während belletristische Unterhaltung in der Schrift keine Rolle spielte.
Die Wochenschrift erschien nur acht Monate lang zu jeweils vier Heften, nach von Hezels Aussage jedoch nicht, weil es an Abonnenten mangelte, sondern weil die damals noch unzuverlässigen Postvertriebswege zu viele Schwierigkeiten verursachten. In einem letzten Beitrag machte Hezel ihren Unmut über die Nürnberger Oberpostdirektion und die Schwierigkeiten und Verzögerungen bei der Auslieferung öffentlich.
Nach Weckel hatte die Zeitschrift nachgewiesene 173 Abonnenten; Archangeli hingegen spricht von 130 Subskribenten, von denen 32 weiblich gewesen seien.

## Frauenlesegesellschaft
1786 gründete Charlotte von Hezel mit anderen Ehefrauen von Gießener Universitätsprofessoren eine Frauenlesegesellschaft, in der Männern der Zugang per Statut verwehrt war („… wo kein Hauch männlicher Nation das Zimmer berühren soll … “). Dabei kooperierten die Gründerinnen mit dem Buchhändler Justus Friedrich Krieger, der die logistischen Voraussetzungen schuf, also die Räumlichkeiten und den Bücher- und Zeitschriftenbestand zur Verfügung stellte. Über Mitgliederaufnahme und inhaltliche Zusammensetzung ihrer Bibliothek entschieden ausschließlich die Teilnehmerinnen – ein Novum in jener Zeit.
Im Verzeichniß neuer Bücher welche in den Frankfurter und Leipziger Herbstmessen 1789 herausgekommen informierte J. F. Krieger die Gießener Öffentlichkeit über das Vorhaben:

„Wissenschaften auszubreiten ist immer lobenswürdig und erlaubt, wann es sich auf das Moralische gründet. Einen neuen Versuch unseres aufgeklärten Jahrhunderts legt an Tag, Friedrich Krieger der ältere in Gießen, welcher gesonnen ist eine für das Schöne Geschlecht bestimte wöchentliche gelehrte Zusammenkunft anzustellen, und zwar 1) soll die Zusammenkunft alle Freitag drei Uhr in der Woche bestimt seyn. 2) Blos Zusammenkunft des Schönen Geschlechts, wo kein Hauch männlicher Nation das Zimmer berühren soll. 3) Angenehme Lektüre von berühmten Schriftstellerinnen wird der Hauptgegenstand sein. 4) Weiblich soll auch die Bedienung sein, von einem jungen Mädchen in moderner Kleidung. 5) Vorschuß halbjährlich für das Entreé ist mit 1 Rthl. bestimt, Liebhaberinnen so diesem Institut beizutreten gesonnen sind, unterschreiben sich gefälligst; sodann werden resp. Frauenzimmer alphabetisch rubricirt, damit der Rangstreit vermieden wird.“

Mit von Hezels Wegzug führte Christiane Crome, die Schwester des Gießener Kameralistikprofessors August Wilhelm Crome, den Lesezirkel weiter, dessen weiteres Schicksal unbekannt ist.